# The Prophet's Song
The Prophet's Song is een lied van de Britse rockgroep Queen en het achtste nummer van het album A Night at the Opera. De oorspronkelijke titel van het lied was "People of the Earth" en was eigenlijk opgesplitst in vier delen. Met ruim acht minuten is het, na de naamloze instrumentale track op Made in Heaven, het langste nummer van Queen.
Gitarist Brian May schreef het nummer na een droom die hij had in het ziekenhuis terwijl hij aan het herstellen was van een ziekte tijdens de opnamen voor het album Sheer Heart Attack, dit zijn ook enkele regels van het nummer. De droom ging over de Zondvloed en de tekst bevat verwijzingen naar de Bijbel en de ark van Noach. May vertelde hierover: "I had a dream about what seemed like revenge on people, and I couldn't really work out in the dream what it was that people had done wrong. It was something like a flood. Things had gone much too far and as a kind of reparation, the whole thing had to start again." (Ik had een droom over wat leek op wraak op mensen, en ik kon er in mijn droom niet achter komen wat het was dat de mensen verkeerd hadden gedaan. Het was iets zoals een vloed. De dingen waren veel te ver doorgeschoten en als een soort van reparatie moest alles opnieuw beginnen.)
Freddie Mercury deed de leadzang in het nummer en vond het ook een van de beste nummers van het album. Hij had zelfs, voor de opnamen van Bohemian Rhapsody, besloten dat het de leadsingle van het album zou worden. May deed enkele dagen over het mixen van het nummer, dat ook een vocale canon bevat van eerst Mercury en later Mercury, May en Roger Taylor.
Mercury zei over de opnamen: "It really took a long while to record that one. A lot of work has gone into that track, and he [May] practically went insane trying to get it together." (Het kostte echt veel tijd om dat op te nemen. Er is veel werk gaan zitten in dat nummer, en hij [May] werd bijna gek van de pogingen om het goed in elkaar te zetten.) May vertelde dat de versnelling in het midden van de gitaarsolo werd bereikt door een reel-to-reel player te starten met de opname erop en de originele tape te stoppen.
De vocale en later instrumentale canon waren niet geproduceerd door een delay-apparaat. De delay was fysiek met twee opnamemachines en een lange streng tape door de ruimte. Tijdens liveoptredens werden de echo-effecten gebruikt in plaats van de vocale canon, maar doordat het zo'n complex nummer is, waren live-uitvoeringen zeldzaam.

## Musici
- Freddie Mercury: lead- en achtergrondzang
- Brian May: akoestische en elektrische gitaar, toy koto, achtergrondzang
- Roger Taylor: drums, achtergrondzang
- John Deacon: basgitaar